# Idaea phoenicoglauca
Idaea phoenicoglauca là một loài bướm đêm trong họ Geometridae.